# Süstedt
Süstedt è una frazione del comune tedesco di Bruchhausen-Vilsen, in Bassa Sassonia.
Fino al 1º novembre 2016 ha costituito un comune autonomo.
Nel 1974 aveva assorbito il territorio dei dissolti comuni di Ochtmannien e Uenzen.